# Felix Mottl
Felix Josef von Mottl (24. august 1856 i Unter Sankt Veit ved Wien – 2. juli 1911 i München) var en østrigsk dirigent og komponist.
Mottl studerede blandt andre hos Anton Bruckner. I 1876 blev han assistent ved festspillene i Bayreuth, efter at han var blevet anerkendt som en begavet dirigent af Richard Wagners operaer. I Bayreuth var han med til at forberede uropførelserne af Nibelungens Ring. Fra 1880 til 1903 var han hofkapelmester ved storhertugen af Badens hofkapel i Karlsruhe. I elleve festspilperioder mellem 1886 og 1906 stod han i spidsen for tilsammen 69 opførelser i Bayreuth. Han var også blandt andet lærer for Wagners søn Siegfried.
Fra 1898 til 1900 ledede Mottl de engelske opførelser af Wagners operaer ved Royal Opera House i Covent Garden. I 1903 forberedte han den amerikanske førsteopførelse af Parsifal ved Metropolitan Opera i New York, men trak sig i sidste øjeblik fra ledelsen. I sæsonen 1903/04 ledede han 62 operaopførelser og koncerter ved Metropolitan Opera. I 1903 blev han 1. kapelmester ved Bayerische Staatsoper i München, og fra 1907 og frem til sin død var han på dette sted Generalmusikdirektor. Mottl komponerede selv nogen operaer, samt en lang række sange og instrumentalværker. I 1907 indspillede han nogen pianoruller for Welte-Mignon, blandt andet sine egne transkriptioner for klaver fra Wagners opera Tristan og Isolde.
Mottl blev adlet på grund af sin fortjenstfulde indsats indenfor musikken. Under sin 100. opførelse af Tristan og Isolde 21. juni 1911 fik han et ildebefindende og døde 2. juli.

## Værker
Sceneværker
- Agnes Bernauer, sceneværk i tre akter (1880 Weimar)
- Pan im Busch , dansespil i én akt (1881 Karlsruhe)
- Fürst und Sänger, opera i én akt
- Der Tod des Narzissus, dramatisk digt i én akt, musik med motiver af Christoph Willibald Gluck (1898)
- Eberstein, festopera (1881 Karlsruhe)
- Rama, sceneværk (1894; manuskript)

Andre værker
- Strygekvartet i fis-mol (1904)
- Lieder
- Østrigske danse for firhændigt klaver